# Korpinpolska
Pour plus de détails, voir Fiche technique et Distribution.
Korpinpolska (littéralement « la danse du corbeau ») est un film finlandais réalisé par Markku Lehmuskallio, sorti en 1980.

## Fiche technique
- Titre : Korpinpolska
- Titre anglais : The Raven's Dance
- Réalisation : Markku Lehmuskallio
- Scénario : Markku Lehmuskallio
- Photographie : Markku Lehmuskallio
- Montage : Juho Gartz
- Production : Markku Lehmuskallio
- Société de production : SVT Drama, Suomi-Filmi et Sveriges Television
- Pays :  Finlande et  Suède
- Genre : Drame
- Durée : 79 minutes
- Dates de sortie : 
  -  Finlande : 14 mars 1980

## Distribution
- Pertti Kalinainen : Petteri Jokiaho
- Paavo Katajasaari : Paavo, le père
- Hilkka Matikainen : Hilkka Jokiaho
- Eero Kemilä : le forestier
- Mari Holappa : la voisine
- Heikki Holappa : le voisin

## Distinctions
Le film a été présenté en sélection officielle en compétition lors de Berlinale 1980.